# Kladje pri Krmelju
Kladje pri Krmelju je naselje v Občini Sevnica.